# Uwe Ampler
Uwe Ampler (ur. 11 października 1964 w Zerbst/Anhalt) – niemiecki kolarz szosowy, do zjednoczenia Niemiec reprezentujący barwy NRD, mistrz olimpijski oraz dwukrotny medalista mistrzostw świata.

## Kariera
Pierwsze sukcesy osiągnął w latach 1981 i 1982 kiedy zdobywał złote medale w drużynowej jeździe na czas na szosowych mistrzostwach świata juniorów. W 1986 roku wziął udział w mistrzostwach świata w Colorado Springs, gdzie zdobył dwa medale. W indywidualnym wyścigu ze startu wspólnego amatorów zdobył złoty medal, bezpośrednio wyprzedzając dwóch Holendrów: Johna Talena i Arjana Jagta, a wspólnie z Mario Kummerem, Uwe Raabem i Danem Radtke zajął trzecie miejsce w drużynowej jeździe na czas. Na rozgrywanych dwa lata później igrzyskach olimpijskich w Seulu razem z Mario Kummerem, Maikiem Landsmannem i Janem Schurem sięgnął po złoto w drużynie. Na tych samych igrzyskach wystąpił również w indywidualnym wyścigu ze startu wspólnego, ale zajął dopiero 82. pozycję. Ponadto czterokrotnie zwyciężał w Wyścigu Pokoju (1987, 1988, 1989 i 1998), trzykrotnie w Internationale Thüringen Rundfahrt (1985, 1986 i 1987) i DDR-Rundfahrt (1986, 1987 i 1989), dwukrotnie Sachsen-Tour (1986 i 1989), a w 1992 roku był najlepszy w Grosser Preis des Kantons Aargau. W zawodowym peletonie startował w latach 1990–1999 (w latach 1997–1998 zawodnik polskiej grupy Mróz).
W sierpniu 1999 w czasie wyścigu Dookoła Saksonii test dopingowy wykazał stosowanie przez niego sterydów, do czego zawodnik się przyznał.
Syn Klausa Amplera – zwycięzcy Wyścigu Pokoju (1963).
Stał się inspiracją dla powstania piosenki Uve kolarz autorstwa polskiego zespołu Nagły Atak Spawacza.

## Najważniejsze zwycięstwa
- 1986 – mistrzostwo świata amatorów ze startu wspólnego
- 1987 – Wyścig Pokoju
- 1988 – Wyścig Pokoju, mistrzostwo olimpijskie w drużynowej jeździe na czas
- 1989 – Wyścig Pokoju
- 1990 – etap w Tour de Suisse
- 1991 – etap w Paryż-Nicea
- 1992 – Grosser Preis des Kantons Aargau
- 1998 – Wyścig Pokoju